# Casa Vilà (Vic)
La Casa Vilà és un edifici civil modernista a la ciutat de Vic (Osona) protegit com a bé cultural d'interès local. És construïda a l'any 1908 pel mestre d'obres Josep Torner.
Casa de dos pisos de planta rectangular que fa xamfrà entre Rambla Devallades i el Carrer Verdaguer. La planta baixa és recoberta amb pedra picada i és destinada al Banc Popular Espanyol. A nivell de primer pis s'hi obren finestres d'arc de ferradura, emmarcades per dovelles de pedra. El segon pis és de més alçada i presenta uns balcons, els portals dels quals són d'arc d'ogiva i allindats, amb la llinda decorada amb formes geomètriques descrites per mosaics. La barbacana de l'edificació també és decorada amb mosaics. A la part que correspon a Rambla Devallades obeeix la mateixa estructura, però hi ha una làpida a la memòria d'en Bac de Roda. L'estat de conservació és bo malgrat l'allau de rètols de la façana.
Malgrat trobar-se molt reformada a la part baixa degut a l'establiment del banc, presenta unes línies clarament modernistes amb una clara influència islàmica. El carrer Verdaguer presenta diverses cases modernistes donat que fou obert a darreries del segle xix en establir-se a la part baixa del mateix l'estació de Ferrocarril. La Rambla Devallades corresponia ja a fora de muralla i fou allí on s'executà a Bac de Roda.